# Démographie de la Creuse
La démographie de la Creuse est caractérisée par une très faible densité et une population vieillissante, en constante diminution depuis le début du XXe siècle.
Avec ses 115 529 habitants en 2022, le département français de la Creuse se situe en 100e position sur le plan national.
En six ans, de 2015 à 2021, sa population a diminué de près de 4 700 unités, c'est-à-dire de plus ou moins 780 personnes par an. Mais cette variation est différenciée selon les 256 communes que comporte le département.
La densité de population de la Creuse, 20,8 habitants par kilomètre carré en 2022, est cinq fois inférieure à celle de la France entière qui est de 107,1 hab./km2 pour la même année.

## Évolution démographique
Avec 265 384 habitants en 1831, le département représente 0,81 % de la population française, qui est alors de 32 569 000 habitants. De 1831 à 1866, il va gagner 8 673 habitants, soit une augmentation de 0,9 % moyen par an, égal au taux d'accroissement national de 0,48 % sur cette même période.
L'évolution démographique entre la Guerre franco-prussienne de 1870 et la Première Guerre mondiale est négative, après un pic en 1886, alors qu'elle croît au niveau national. Sur cette période, la population baisse de 8 428 habitants, soit une baisse de -3,7 % alors qu'il est de +10 % au niveau national. La population baisse de 11,57 % pour la période de l'entre-deux guerres courant de 1921 à 1936 alors qu'elle croit au niveau national de 6,9 % pour la France entière.
A contrario des autres départements français, le Creuse va poursuivre son déclin démographique après la Seconde Guerre mondiale. Le taux d'accroissement démographique entre 1946 et 2007 est de - 34,35 % alors qu'il croît de 57 % au niveau national.
De 1963 à 1980, 1 630 enfants réunionnais "orphelins" furent déplacés par les autorités françaises dans le but de repeupler les départements français victimes de l'exode rural comme la Creuse, le Tarn, ou le Gers. Ce déplacement d'enfants par avions entiers fut organisé sous l'autorité de Michel Debré, député de La Réunion à l'époque.
Cet épisode de l'histoire française, très connu à La Réunion, qui a donné lieu à de nombreuses études écrites ou filmées, est communément appelé l'affaire des Enfants de la Creuse ou des Réunionnais de la Creuse. 
En 2022, le département comptait 115 529 habitants, en évolution de −3,32 % par rapport à 2016 (France hors Mayotte : +2,11 %).
| 1791    | 1801    | 1806    | 1821    | 1826    | 1831    | 1836    | 1841    | 1846    |
| ------- | ------- | ------- | ------- | ------- | ------- | ------- | ------- | ------- |
| 238 352 | 218 041 | 226 283 | 248 785 | 252 932 | 265 384 | 276 234 | 278 029 | 285 680 |

| 1851    | 1856    | 1861    | 1866    | 1872    | 1876    | 1881    | 1886    | 1891    |
| ------- | ------- | ------- | ------- | ------- | ------- | ------- | ------- | ------- |
| 287 075 | 278 889 | 270 055 | 274 057 | 274 663 | 278 423 | 278 782 | 284 942 | 284 660 |

| 1896    | 1901    | 1906    | 1911    | 1921    | 1926    | 1931    | 1936    | 1946    |
| ------- | ------- | ------- | ------- | ------- | ------- | ------- | ------- | ------- |
| 279 366 | 277 831 | 274 094 | 266 235 | 228 244 | 219 148 | 207 882 | 201 844 | 188 669 |

| 1954    | 1962    | 1968    | 1975    | 1982    | 1990    | 1999    | 2006    | 2011    |
| ------- | ------- | ------- | ------- | ------- | ------- | ------- | ------- | ------- |
| 172 702 | 163 515 | 156 876 | 146 214 | 139 968 | 131 349 | 124 470 | 123 401 | 122 560 |

| 2016    | 2021    | 2022    | - | - | - | - | - | - |
| ------- | ------- | ------- | - | - | - | - | - | - |
| 119 502 | 115 702 | 115 529 | - | - | - | - | - | - |

## Population par divisions administratives

### Arrondissements
Le département de la Creuse comporte deux arrondissements. La population se concentre principalement sur l'arrondissement de Guéret, qui recense 63 % de la population totale du département en 2022, avec une densité de 26,5 hab./km2, contre 37 % pour l'arrondissement d'Aubusson.
| Arrondissement  | Population(2022) | Variation(2022/2016)                       | Superficie(km2) | Densité(hab./km2) |
| --------------- | ---------------- | ------------------------------------------ | --------------- | ----------------- |
| Guéret          | 72 530           | en évolution de −3,06 % par rapport à 2016 | 2 736,7         | 26,5              |
| Aubusson        | 42 999           | en évolution de −3,76 % par rapport à 2016 | 2 828,7         | 15,2              |
| Source : Insee. |                  |                                            |                 |                   |

### Communes de plus de2 000 habitants
Sur les 256 communes que comprend le département de la Creuse, cinq ont en 2021 une population municipale supérieure à 2 000 habitants et une a plus de 5 000 habitants : Guéret.
Les évolutions respectives des communes de plus de 2 000 habitants sont présentées dans le tableau ci-après.
| Commune         | Population(2022) | Variation(2022/2016)                        | Superficie(km2) | Densité(hab./km2) |
| --------------- | ---------------- | ------------------------------------------- | --------------- | ----------------- |
| Guéret          | 12 814           | en évolution de −3,47 % par rapport à 2016  | 26,21           | 488,9             |
| La Souterraine  | 4 928            | en évolution de −11,26 % par rapport à 2016 | 37,07           | 132,9             |
| Aubusson        | 3 036            | en évolution de −10,71 % par rapport à 2016 | 19,21           | 158               |
| Sainte-Feyre    | 2 531            | en évolution de +2,39 % par rapport à 2016  | 29,99           | 84,4              |
| Bourganeuf      | 2 408            | en évolution de −9,34 % par rapport à 2016  | 22,54           | 106,8             |
| Source : Insee. |                  |                                             |                 |                   |

## Structures des variations de population

### Soldes naturels et migratoires sur la période 1968-2021
Bien que toujours négative, la variation moyenne annuelle de la population est passé, depuis les années 1970, de −1,0 à −0,7 %, sous l'effet de la progression du solde migratoire.
Le solde naturel annuel, qui est la différence entre le nombre de naissances et le nombre de décès enregistrés au cours d'une même année, a baissé, passant de −0,6 à −1 %. Le taux de natalité, déjà très faible, a baissé sur la même période, passant de 11,2 à 6,9 ‰. Parallèlement le taux de mortalité, très élevé par rapport à la moyenne nationale, est passé de 17,1 à 16,7 ‰.
Le flux migratoire, négatif en 1968, a progressé à partir des années 1980, passant de −0,4 à 0,6 % en 2010 pour diminuer sensiblement depuis à 0,3 %.
| Indicateurs démographiques                       | 1968 à1975 | 1975 à1982 | 1982 à1990 | 1990 à1999 | 1999 à2010 | 2010 à2015 | 2015 à2021 |
| ------------------------------------------------ | ---------- | ---------- | ---------- | ---------- | ---------- | ---------- | ---------- |
| Variation annuelle moyenne de la population en % | -1,0       | -0,6       | -0,8       | -0,6       | -0,1       | -0,4       | -0,7       |
| - due au solde naturel en %                      | -0,6       | -0,8       | -0,8       | -0,8       | -0,7       | -0,8       | -1,0       |
| - due au solde apparent des entrées sorties en % | -0,4       | 0,2        | 0,0        | 0,2        | 0,6        | 0,4        | 0,3        |
| Taux de natalité en ‰                            | 11,2       | 9,0        | 8,7        | 8,3        | 8,3        | 7,6        | 6,9        |
| Taux de mortalité en ‰                           | 17,1       | 17,1       | 16,9       | 16,2       | 15,7       | 15,6       | 16,7       |
| Source : Insee.                                  |            |            |            |            |            |            |            |

### Mouvements naturels sur la période 2014-2022
En 2014, 879 naissances ont été dénombrées contre 1 866 décès. Le nombre annuel des naissances a diminué depuis cette date, passant à 760 en 2022, indépendamment à une augmentation, mais relativement faible, du nombre de décès, avec 2 122 en 2022. Le solde naturel est ainsi négatif et diminue, passant de -987 à −1 362.
Pour des raisons techniques, il est temporairement impossible d'afficher le graphique qui aurait dû être présenté ici.

## Densité de population
La densité de population continue d'être en baisse depuis 1968.
En 2021, la densité était de 20,8 hab./km2.
| 1968 |  | 28.2 |  |

| 1975 |  | 26.3 |  |

| 1982 |  | 25.1 |  |

| 1990 |  | 23.6 |  |

| 1999 |  | 22.4 |  |

| 2010 |  | 22.1 |  |

| 2015 |  | 21.6 |  |

| 2021 |  | 20.8 |  |

## Répartition par sexes et tranches d'âges
La population du département est plus âgée qu'au niveau national.
En 2021, le taux de personnes d'un âge inférieur à 30 ans s'élève à 25,5 %, soit en dessous de la moyenne nationale (35,1 %). À l'inverse, le taux de personnes d'âge supérieur à 60 ans est de 39,3 % la même année, alors qu'il est de 26,6 % au niveau national.
En 2021, le département comptait 56 364 hommes pour 59 338 femmes, soit un taux de 51,29 % de femmes, légèrement inférieur au taux national (51,61 %).
Les pyramides des âges du département et de la France s'établissent comme suit.
| Hommes | Classe d’âge | Femmes |
| ------ | ------------ | ------ |
| 1,4    | 90 ou +      | 3,5    |
| 10,5   | 75-89 ans    | 14,5   |
| 24,7   | 60-74 ans    | 24     |
| 21,4   | 45-59 ans    | 20,4   |
| 14,9   | 30-44 ans    | 13,8   |
| 13,5   | 15-29 ans    | 11,2   |
| 13,7   | 0-14 ans     | 12,7   |

| Hommes | Classe d’âge | Femmes |
| ------ | ------------ | ------ |
| 0,7    | 90 ou +      | 1,9    |
| 7,0    | 75-89 ans    | 9,5    |
| 16,6   | 60-74 ans    | 17,5   |
| 20,0   | 45-59 ans    | 19,5   |
| 18,8   | 30-44 ans    | 18,3   |
| 18,3   | 15-29 ans    | 16,7   |
| 18,6   | 0-14 ans     | 16,7   |

## Répartition par catégories socioprofessionnelles
La catégorie socioprofessionnelle des retraités est surreprésentée par rapport au niveau national. Avec 39,7 % en 2021, elle est 12,9 points au-dessus du taux national (26,8 %). La catégorie socioprofessionnelle des cadres et professions intellectuelles supérieures est quant à elle sous-représentée par rapport au niveau national. Avec 4,2 % en 2021, elle est 5,9 points en dessous du taux national (10,1 %).
| Catégorie socioprofessionnelle                    | 2015    | 2015 | 2021    | 2021 | Détails de l'année 2021 | Détails de l'année 2021 | Détails de l'année 2021            | Détails de l'année 2021            | Détails de l'année 2021            |
| Catégorie socioprofessionnelle                    | Nb      | %    | Nb      | %    | Hommes                  | Femmes                  | Part en % de la population âgée de | Part en % de la population âgée de | Part en % de la population âgée de |
| Catégorie socioprofessionnelle                    | Nb      | %    | Nb      | %    | Hommes                  | Femmes                  | 15 à 24 ans                        | 25 à 54 ans                        | 55 ans ou +                        |
| ------------------------------------------------- | ------- | ---- | ------- | ---- | ----------------------- | ----------------------- | ---------------------------------- | ---------------------------------- | ---------------------------------- |
| Agriculteurs exploitants                          | 4 440   | 4,3  | 4 176   | 4,2  | 3 158                   | 1 017                   | 1,7                                | 7,2                                | 2,5                                |
| Artisans, commerçants, chefs d'entreprise         | 3 897   | 3,8  | 3 755   | 3,7  | 2 452                   | 1 303                   | 0,8                                | 7,0                                | 2,1                                |
| Cadres et professions intellectuelles supérieures | 3 857   | 3,7  | 4 249   | 4,2  | 2 206                   | 2 043                   | 0,7                                | 8,3                                | 2,1                                |
| Professions intermédiaires                        | 10 029  | 9,7  | 10 004  | 10,0 | 4 504                   | 5 500                   | 6,0                                | 20,5                               | 3,6                                |
| Employés                                          | 16 055  | 15,5 | 14 677  | 14,6 | 3 483                   | 11 194                  | 15,5                               | 27,4                               | 5,9                                |
| Ouvriers                                          | 11 789  | 11,4 | 10 742  | 10,7 | 9 026                   | 1 716                   | 17,5                               | 19,9                               | 3,4                                |
| Retraités                                         | 41 623  | 40,1 | 39 898  | 39,7 | 18 385                  | 21 513                  | 0,0                                | 0,3                                | 73,0                               |
| Autres personnes sans activité professionnelle    | 11 985  | 11,6 | 12 872  | 12,8 | 5 585                   | 7 287                   | 57,8                               | 9,3                                | 7,4                                |
| Ensemble                                          | 103 675 | 100  | 100 372 | 100  | 48 799                  | 51 574                  | 100                                | 100                                | 100                                |
| Sources : Insee,.                                 |         |      |         |      |                         |                         |                                    |                                    |                                    |